# Metaphycus pappus
Metaphycus pappus är en stekelart som först beskrevs av Walker 1838.  Metaphycus pappus ingår i släktet Metaphycus och familjen sköldlussteklar. Inga underarter finns listade i Catalogue of Life.